# آق‌تام (آلماتی)
آق‌تام (به قزاقی: Aqtam) یک منطقهٔ مسکونی در قزاقستان است که در شهرستان اویغور واقع شده‌است. آق‌تام ۱٬۸۴۶ نفر جمعیت دارد.